# Boulbar

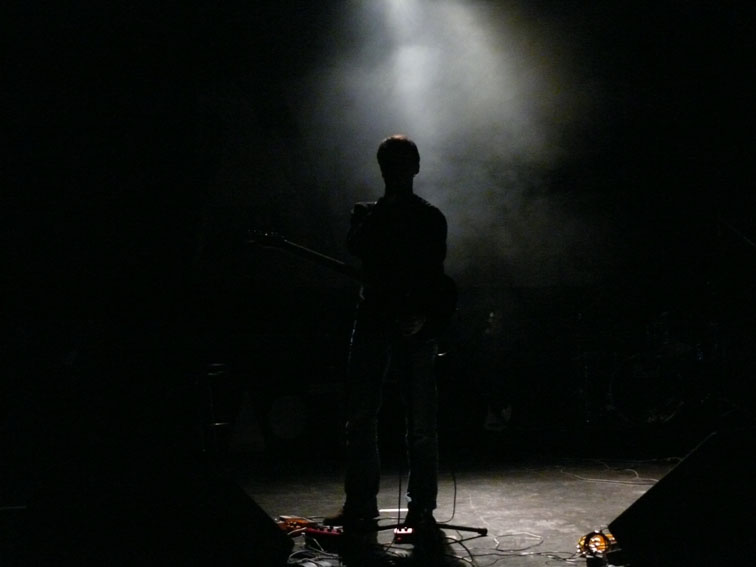
Boulbar en concert Mars 2007 - Poncharra

Bertrand Boulbar, dit Boulbar, est un auteur-compositeur-interprète français né le 19 juin 1977 à Rouen.

## Biographie
Après son baccalauréat, il vient vivre à Paris pour suivre des études d'histoire et d'histoire de l'art. Parallèlement à ses études, il écrit ses premières chansons et se constitue progressivement un répertoire dans un style "Nouvelle scène française" (Dominique A, Miossec). En 2002, il décide de se consacrer à la musique et commence à monter sur scène dans de petites salles parisiennes (Sentier des Halles, péniche El Alamein, Espace La Comedia, le Zèbre de Belleville...).
En 2005, il sort sa première autoproduction Boulbar enregistrée chez lui. Il propose cet album en téléchargement gratuit sous licence Creative Commons. Ses chansons circulent sur le net. Plusieurs Web Radios le diffusent et il obtient quelques passages sur des radios nationales (France Inter et Europe 1 dans l'émission de Laurent Ruquier "On va s'gêner").
Sur scène, Boulbar travaille avec plusieurs formations : piano-contrebasse-guitare, guitare-basse-batterie, guitare-ordinateur-sampler ou bien en solo.
En 2007, Boulbar écrit et autoproduit son second album: Requiem pour un champion. Il s'agit d'un album-concept dont l'histoire se déroule en grande partie dans l'Amérique des années 1960. Jack Ranieri, "Iron Jack", est un ancien boxeur qui a connu la gloire et la déchéance. Il raconte son histoire en 13 chansons.
En 2008, Boulbar signe avec le label Roy Music. En octobre et novembre, l'album Requiem pour un champion est entièrement ré-enregistré en studio. Il est sorti le 9 novembre 2009.
Requiem pour un champion est également une BD écrite par Boulbar et dessinée par Vincent Gravé. L’idée de base de ce projet est d’associer, au sein d’un même objet, le CD et un album de Bande Dessinée. Les deux auteurs ont décidé de raconter dans cette BD une partie de l’histoire peu développée dans l’album, à savoir le braquage raté dans une banque de San Francisco. Ainsi, la Bande Dessinée adopte une autre approche et devient complémentaire du disque. La BD/CD est sortie en librairie le 13 novembre 2009.
En septembre 2010, il se lance dans son nouveau projet Motor Hotel. Boulbar part seul aux États-Unis avec son matériel d’enregistrement pour faire une traversée du pays, sans plan de route.  Il part de New York et rejoint San Francisco après une errance de plus de 8000 kilomètres. Le soir, dans les chambres de motel, il écrit, compose et enregistre des chansons qui décrivent les lieux traversés, parlent des personnes croisées et de ses sentiments ou impressions. L'album, qui est présenté comme un carnet de route sur l’Amérique d’aujourd’hui, est sorti le 27 février 2012. Il a reçu un accueil enthousiaste avec de bonnes critiques notamment dans Télérama, les Inrockuptibles, Rock & Folk, l'Express, Beaux Arts Magazine ou encore sur France Inter, par Didier Varrod ou Serge Levaillant.
Sur scène, il retrouve Vincent Gravé qui illustre chaque chanson en direct en utilisant une technique graphique par chanson. Le tout est projeté sur grand écran.

## Discographie
- 2005 : Boulbar
- 2007 : Requiem pour un champion (version autoproduite)
- 2009 : Requiem pour un champion
- 2012 : Motor Hotel